# Vasilij Ivanovič Zacharka
Vasil Ivanovič Zacharko, rusky Василь Ива́нович Заха́рко, v současné běloruštině jako Vasiľ Ivanavič Zacharka (bělorusky Васіль Іванавіч Захарка; 1. dubna 1877, ves Dobroselce, Grodenská gubernie, Ruského impéria — 14. března 1943, v Praze, Protektorát Čechy a Morava) byl běloruský pedagog a politický činitel. V letech 1928—1943 byl prezidentem Běloruské lidové republiky (resp. předsedou Rady BLR v emigraci).

## Život

### V emigraci

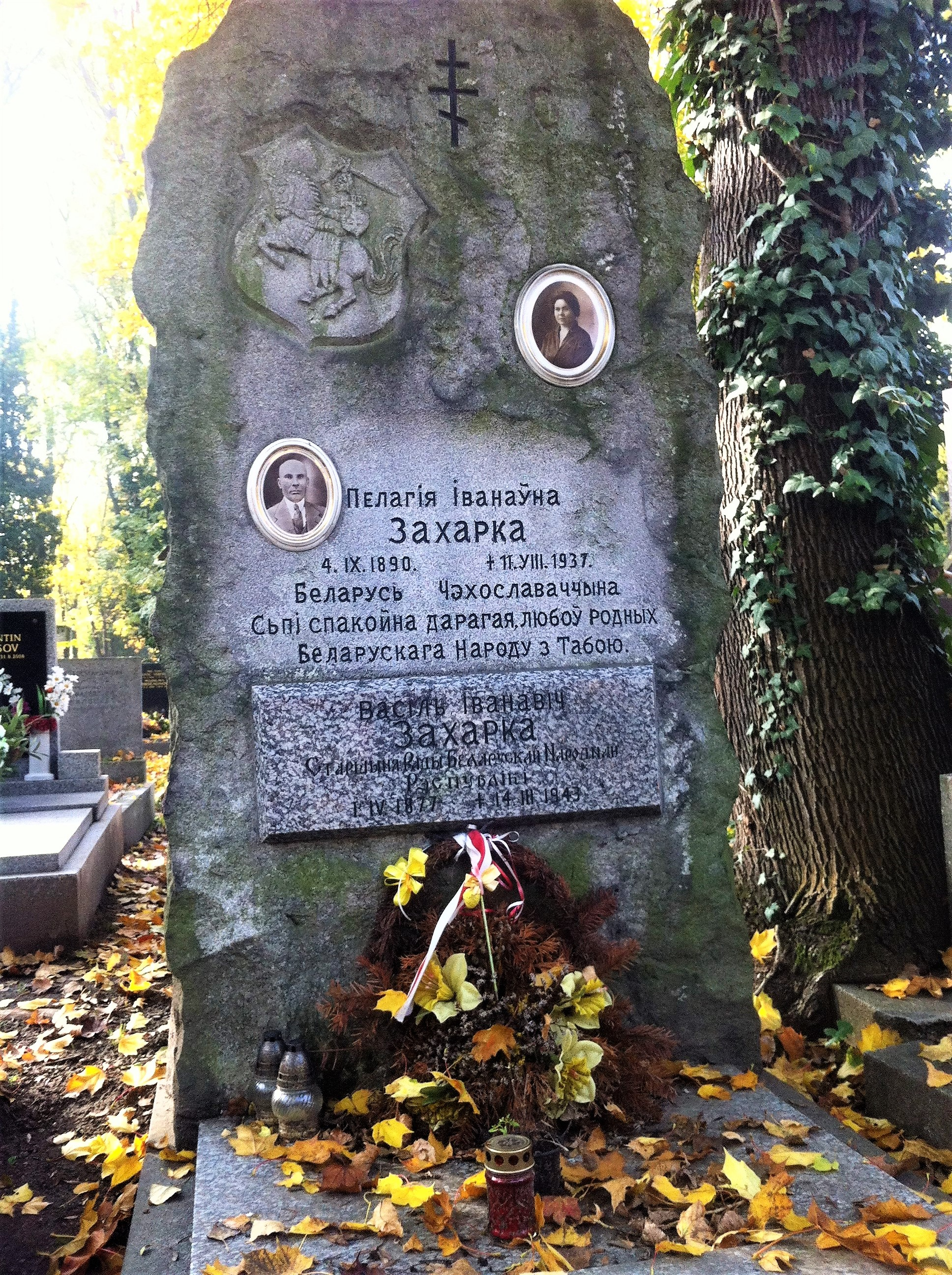
Náhrobek Vasila Zacharky v pravoslané části Olšanských hřbitovů v Praze

Poté, co vláda BěLR odešla na Západ, Zacharko se usadil v Praze, kde pokračoval v aktivní účasti na činnosti vlády BěLR. V roce 1925 se stal místopředsedou Rady BěLR Petra A. Krečevského a v roce 1928, po jeho smrti, postoupil na jeho místo ve vedení Rady. Ze své pozice pak psal články do běloruských i jiných deníků a časopisů, účastnil se národních akcí.
20. dubna 1939 se Zacharko ve svém memorandu obrátil na Hitlera, v němž vyjádřil svou naději, že Německo podpoří běloruské národní hnutí. Když se však poté po vypuknutí světové války, kdy představitelé Třetí říše předložili Zacharkovi svůj návrh ke spolupráci, ten odmítl. Proto byla v únoru 1943 pod ochranou německých úřadů na území okupovaného Běloruska vytvořena Běloruská centrální rada v čele s Radoslavem Ostrovským.
Vasil Zacharko zemřel 14. března 1943 v Praze. Několik dnů po před svou smrtí předal svůj úřad Nikolaji Abramčikovi. Byl pochován na pravoslavné části Olšanských hřbitovů.